# Apollo (häst)
Apollo, född 1879, död 1887, var ett engelskt fullblod, mest känd för att ha segrat i Kentucky Derby 1882. Han var den enda hästen som segrat i Derbyt utan att ha tävlat som tvååring, tills Justify (2018) och Mage (2023) motsvarade prestationen (den så kallade Curse of Apollo).

## Historia
Apollo var den första valacken att segra i Kentucky Derby. Han var en brun häst med vit strumpa efter Virgil och under stoet Lazy. Virgil blev känd för att ha blivit far till framgångsrika galopphästar under 1800-talet, och stod som avelshingst på Preakness Stud i Lexington, Kentucky. Apollo är genom sin far släkt med två andra tidiga segrare av Kentucky Derby, Hindoo (1881) och Ben Ali (1886).

## Karriär
Apollo sprang in 21 680 dollar på 55 starter, varav 24 segrar, 15 andraplatser och 9 tredjeplatser. Han tog karriärens största segrar i Kentucky Derby (1882). Apollo tävlade 21 gånger som treåring, 30 gånger som fyraåring och 4 gånger som femåring.
Apollo föddes upp av Daniel Swigert, som sedan grundade Elmendorf Farm. Apollos mor var Rebecca T. Price, som tidigare hade fölat stakesvinnaren Mahlstick. Rebecca T. Price var 20 år, avlades hon med två ytterligare hingstar, Ashstead och Lever. Hennes blivande föl från 1879 var ett fuxfärgat hingstföl, som därefter kastrerades till valack, med en vit strumpa på vänster bakben. Eftersom DNA-testning inte var tillgängligt på den tiden, listades hans faderskap vanligtvis med båda hingstarna namngivna. Stamtavlan som finns tillgänglig på Equineline.com, som drivs av The Jockey Club, visar Ashstead som far. Apollo sades dock likna Levers far, Lexington mer, vilket ledde till den vanliga uppfattningen att Lever var Apollos far.

### Inledande skada
Apollo, som ursprungligen tränades av Henry Brown, skadades som tvååring. Han såldes sedan till tränaren Green B. Morris och hans partner James D. Patton för 1 200 dollar. Då han inte tävlat som tvååring, gjorde Apollo sina tre första starter som treåring i april 1882 i New Orleans. Han slutade tvåa i sin första start den 11 april i Pickwick Stakes, som reds över 1 1⁄4 mil. Han slutade sedan tvåa i ett par enmilsheat en vecka senare. Den 26 april tog han sin första seger i Cottrill Stakes över distansen 1 1⁄2 miles.

### Kentucky Derby
Den 16 maj 1882 startade Apollo i Kentucky Derby, tillsammans med 13 andra hästar, som reds över distansen 1 1⁄2 miles. Spelfavoriten var  Runnymede, som hade gjort flera imponerande insatser tidigare. Under upploppet sprang Apollo om Runnymede med väldig fart, och segrade med en halv längd.

### Fortsatt tävlingskarriär
De två hästarna möttes igen bara sex dagar senare i Clark Stakes, där Runnymede segrade, medan Apollo slutade trea. Apollo hade en stabil treåringssäsong, vann totalt tio löp på 21 starter och missade bara att få pengar i löp en gång. Förutom Derbyt och hans första seger i Cottrill Stakes, segrade han även i Coal, St. Leger, Drummers och Montgomery Stakes.
Som fyraåring 1883 startade Apollo 30 gånger och vann 14 av dem, inklusive Merchant Stakes. Han slutade också tvåa 7 gånger och tog 6 tredjeplatser. Bara i september 1883 segrade han i sju löp i rad.

### Pensionering och död
Apollo skadades som femåring och avslutade sin tävlingskarriär. Han gavs till en vän till Morris fru som bodde i Charleston för att användas som ridhäst. Han avled i november 1887 av klåda.